# 大宮姫 (大内義興の娘)
大宮姫（おおみやひめ、生年不詳 - 天正5年5月12日（1577年5月29日））は、大内義興の娘で、吉見隆頼と吉見正頼の正室。

## 生涯
大内義興の娘として生まれ、大内氏家臣の吉見隆頼に嫁ぐ。しかし、天文9年（1540年）に夫が横死したため、吉見氏の家督を継いだ吉見正頼（隆頼の弟）の正室として再嫁し、吉見広頼を産んだ。
天正5年（1577年）5月12日に死去し、津和野城下に葬られた。法名は栄誉信盛。